# Antic forn de pa de Freixenet de Segarra
Antic forn de pa de Freixenet de Segarra és una obra de Sant Guim de Freixenet (Segarra) inclosa a l'Inventari del Patrimoni Arquitectònic de Catalunya.

## Descripció
Es tracta d'un antic forn de pa integrat a una part de la planta baixa de cal Torreta, i presenta la porta d'ingrés al carrer Major de Freixenet de Segarra.
D'aquesta antiga construcció, tan sols se conserva la boca del forn, la tanca metàl·lica de ferro i el fogar del seu interior, de planta i coberta circular. Tota aquesta estructura està integrada en un parament de mur obrat en maons refractaris emblanquinats.

## Història
En molts pobles i ciutats, hi havia forns de pa comunitaris que van funcionar fins a mitjans del segle xx. L'antic forn de Freixenet de Segarra va ser emprat també, com a petita botiga de queviures, on no tan sols es coïa el pa.